# 李贤福
李贤福（1977年—），重庆彭水人，苗族，中华人民共和国政治人物、第十一届全国人民代表大会解放军代表。
毕业于宣化炮兵指挥学院政治工作专业，是中共党员。担任成都军区驻渝某团九连连长。2008年起担任全国人大代表。